# Liste der algerischen Botschafter in Osttimor

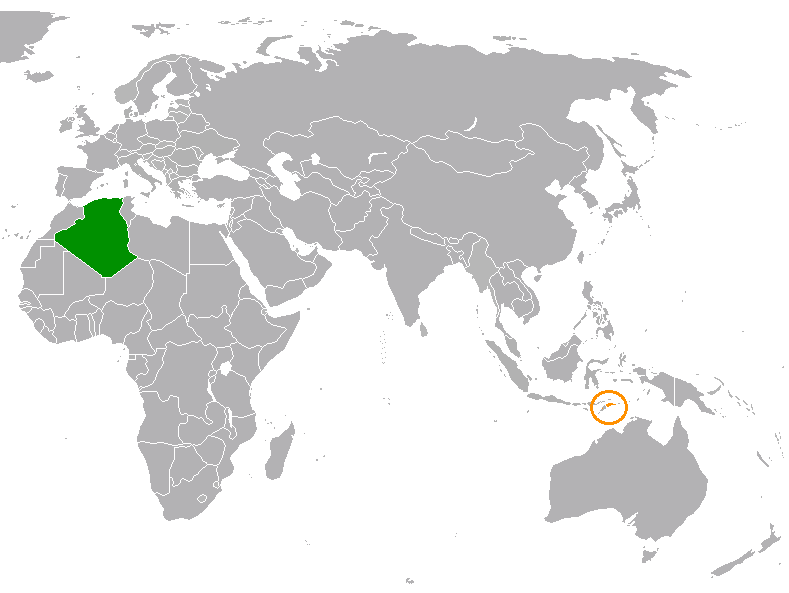
Algerien (grün) und Osttimor (orange)

Diese Liste führt die algerischen Botschafter in Osttimor auf. Der Sitz der Botschaft befindet sich im australischen Canberra.

## Hintergrund
Algerien und Osttimor nahmen am 20. Mai 2002 diplomatische Beziehungen auf.

## Liste der Botschafter
| Name                | Amtszeit  | Anmerkungen                                  |          |
| Algerien            | Algerien  | Algerien                                     | Algerien |
| ------------------- | --------- | -------------------------------------------- | -------- |
| ?                   |           |                                              |          |
| Merzak Belhimeur    | 2021–2024 | Akkreditierung: 11. November 2021            |          |
| Nor Eddine Benfreha | seit 2024 | Akkreditierung in Osttimor: 19. Februar 2024 |          |